# Janina Kugel

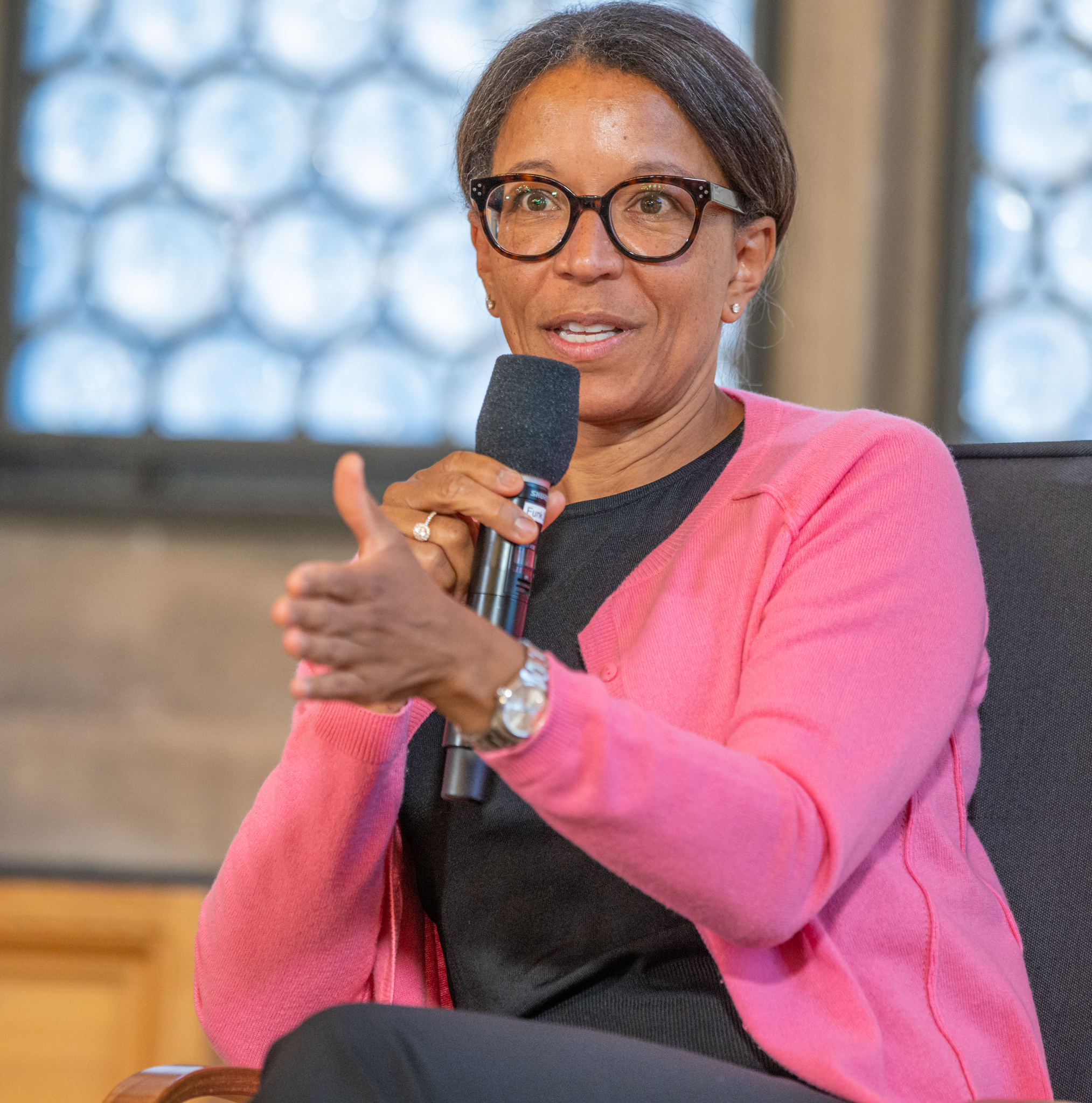
Janina Kugel bei den Nürnberger Gesprächen des IAB (2022)

Janina Kugel (* 12. Januar 1970 in Stuttgart) ist eine deutsche Managerin, Beraterin und Aufsichtsratsmitglied. Von 2015 bis 2020 war sie Vorstandsmitglied und Arbeitsdirektorin von Siemens. Kugel hat Funktionen in mehreren Gremien und ist seit 2020 Senior Advisor bei der Boston Consulting Group.

## Leben

### Beruflicher Werdegang
Kugel, die aus einer Akademikerfamilie stammt, studierte Volkswirtschaftslehre an den Universitäten Mainz und Verona. Nach ihrem Abschluss (Master of Economics) war sie ab 1997 bei Accenture beschäftigt.
Im Jahre 2001 wechselte Kugel in den Siemens-Konzern und war zunächst in der Betriebssparte Communications als Bereichsleiterin tätig, bevor sie 2009 zur Personalleiterin von Siemens Italien berufen wurde. 2012 wechselte sie als Chief Human Resources Officer in das Tochterunternehmen Osram. Nach dem Börsengang 2013 hielt Siemens nur noch einen Anteil von 17 % an Osram, woraufhin Kugel vom Vorstandsvorsitzenden Josef Käser abgeworben und mit der Leitung der Personalstrategie- und Führungskräfteentwicklung beauftragt wurde.
Im Februar 2015 wurde Kugel als Arbeitsdirektorin in den Vorstand von Siemens berufen und war damit für 341.000 Mitarbeiter beziehungsweise später 372.000 Mitarbeiter verantwortlich. Sie war das jüngste Vorstandsmitglied; ihr Vorgänger war Siegfried Russwurm.
2018 wurde Kugel von einer Jury zur „Prima inter Pares“ auf einer Liste der 100 einflussreichsten Frauen der deutschen Wirtschaft gewählt, einer Initiative des Manager Magazins und der Boston Consulting Group.
Im Januar 2020 schied Kugel zum Ende der Vertragslaufzeit aus dem Siemens-Vorstand aus und wurde Gründungsmitglied im Rat der Arbeitswelt des Bundesarbeitsministeriums; im März 2021 ist sie zusammen mit zwei anderen Mitgliedern und Kritik an der Arbeit des Rates ausgeschieden.
Seit Mai 2020 ist Kugel Senior Advisor für die Boston Consulting Group.
Kugel ist unter anderem Aufsichtsratsmitglied von TUI AG, dem Pensions-Sicherungs-Vereins und dem finnischen Unternehmen Konecranes (seit 2020 auch Vorsitzende des HR Committees).

### Ehrenamtliches und gesellschaftliches Engagement
Kugel engagiert sich unter anderem in folgenden Organisationen:
- Mitglied des Kuratoriums der Hertie School of Governance[12]
- Mitglied im International Advisory Board der IESE Business School[13]
- Co-Vorsitzende im BDA-Digitalrat[14]
- Mitglied im Vorstand der Gesellschaft der Freunde von Bayreuth e. V.[15]
- ehemaliges Mitglied im Rat der Arbeitswelt des Bundesarbeitsministeriums[16]

### Persönliches
Janina Kugel ist Mutter von Zwillingen und lebt mit ihrem Partner in München. Sie war mit einem Dänen verheiratet.

## Veröffentlichungen
- It's now. Leben, führen, arbeiten. Wir kennen die Regeln, jetzt ändern wir sie. Ariston, München 2021, ISBN 978-3-424-20251-9.